# Karl Friedrich Heusinger
Johann Christian Karl Friedrich Heusinger, ab 1872 von Heusinger, (* 28. Februar 1792 in Farnroda, Sachsen-Eisenach; † 5. Mai 1883 in Marburg) war ein deutscher Anatom, Pathologe, Physiologe und Medizinhistoriker.

## Leben
Karl (auch Carl) Friedrich Heusinger stammte aus einer Gelehrtenfamilie in Thüringen. Nach dem Abitur begann er an der Universität Jena Medizin und Naturwissenschaften zu studieren. 1809 gehörte er zu den ersten Mitgliedern der zweiten Thuringia Jena. Er wechselte an die Philipps-Universität Marburg. Nach seiner Promotion wurde er 1812 Assistent des Klinikers Karl Himly in Göttingen. Er meldete sich Freiwilliger zur Preußischen Armee und nahm ab 1813 als Militärarzt an den Befreiungskriegen und den Feldzügen nach Holland und Frankreich teil. Danach führte er bis 1819 ein Hospital in Sedan.
Im Jahr 1821 wurde er als außerordentlicher Professor der Anatomie und Physiologie an die Universität Jena berufen. Von 1824 bis 1829 wirkte er dem wie er sich besonderes für die Vergleichende Anatomie (Zootomie) interessierenden Ignaz Döllinger nachfolgend als Ordinarius für Anatomie und Physiologie am Juliusspital, der Universitätsklinik Würzburg, wo er neben vergleichender auch allgemeine und Pathologische Anatomie (ab 1824) sowie Physiologie und wegbereitend Histologie lehrte und es ihm 1817 im Rahmen von Umbaumaßnahmen des Anatomiepavillons im Juliusspital gelang, ein eigenes Sektionszimmer für klinische Leichenöffnungen zu veranlassen. 1829 wurde er zum Professor für praktische Medizin (Therapie) und (medizinische) Klinik sowie Pathologie und Direktor der Universitätsklinik Marburg berufen, wo er bis 1867 als Professor wirkte und für seine Verdienste  in den Adelsstand erhoben wurde. Seine Nachfolge in Würzburg trat Martin Münz an. In zweiter Ehe war er mit einer Tochter des Juristen Georg Robert verheiratet.
Heusinger gilt als Begründer der vergleichenden Pathologie und geografischen Nosologie. Heusinger korrespondierte u. a. mit Charles Darwin. Sein bedeutendstes Werk war Der Grundriss der physischen und psychischen Anthropologie. 1848 begründete er als führender Medizinhistoriker Deutschlands die erste medizinhistorisch-wissenschaftliche Fachzeitschrift Janus.

## Ehrungen
- Dr. phil. h. c. der Universität Marburg (1862)
- Nobilitierung (erblicher preußischer Adel) durch Wilhelm I. (1872)

## Schriften
- Über den Bau und die Verrichtungen der Milz. Eisenach 1817.
- Entzündung und Vergrößerung der Milz. Eisenach 1820 und 1823.
- System der Histologie. 2 Hefte. Eisenach 1822.
- Berichte von der der kgl. anthropotomischen Anstalt zu Würzburg. Erster Bericht für das Schuljahr 1824/25. Etlinger, Würzburg 1826.
- Grundriß der physischen und psychischen Anthropologie. Eisenach 1829.
- Grundriß der Encyklopädie und Methodologie der Natur- und Heilkunde. Eisenach 1839.
- Recherches de pathologie comparée. 2 Bände. Kassel 1844–1853.
- Milzbrandkrankheiten der Tiere und des Menschen. Erlangen 1850.
- Die sogenannte Geophagie oder tropische Chlorose. Kassel 1852.